# Список объектов всемирного наследия ЮНЕСКО в Кабо-Верде
В спи́ске объе́ктов Всеми́рного насле́дия ЮНЕ́СКО в Ка́бо-Ве́рде значится 1 наименование (на 2010 год), это составляет 0,1 % от общего числа (1248 на 2025 год).
Объект включён в список по культурным критериям.
Кроме этого, по состоянию на 2017 год, 8 объектов на территории государства находятся в числе кандидатов на включение в список всемирного наследия, в том числе 4 — по культурным, 2 — по природным и 2 — по смешанным критериям.
Кабо-Верде ратифицировал Конвенцию об охране всемирного культурного и природного наследия 28 апреля 1988 года. Первый объект на территории Кабо-Верде был занесён в список в 2009 году на 33-й сессии Комитета всемирного наследия ЮНЕСКО.

## Список
| # | Изображение | Название                                                                                                 | Местоположение                           | Время создания | Год внесения в список | №    | Критерии    |
| - | ----------- | --- | ---------------------------------------- | -------------- | --------------------- | ---- | ----------- |
| 1 |             | Сидаде-Велья, исторический центр Рибейра-Гранде (порт. Cidade Velha, centro histórico da Ribeira Grande) | Муниципалитет Рибейра-Гранде-де-Сантьяго | —              | 2009                  | 1310 | ii, iii, vi |

## Предварительный список
В таблице объекты расположены в порядке их добавления в предварительный список. В данном списке указаны объекты, предложенные правительством Кабо-Верде в качестве кандидатов на занесение в список всемирного наследия.
| # | Изображение | Название                                                                     | Местоположение                       | Время создания | Год внесения в список | №    | Критерии    |
| - | ----------- | ---------------------------------------------------------------------------- | ------------------------------------ | -------------- | --------------------- | ---- | ----------- |
| 1 |             | Концентрационный лагерь Таррафал                                             | Муниципалитет Таррафал               | XX век         | 2016                  | 6102 | iii, vi     |
| 2 |             | Исторический центр города Прая                                               | Муниципалитет Прая                   | С XV века      | 2009                  | 6103 | ii          |
| 3 |             | Исторический центр города Сан-Филипе                                         | Муниципалитет Сан-Филипе             | С XVI века     | 2016                  | 6104 | iv, vi      |
| 4 |             | Природный парк Кова — Рибейра-да-Торре — Пауль                               | Остров Санту-Антан                   | —              | 2016                  | 6105 | v, vii, x   |
| 5 |             | Объекты соледобычи в Педра-де-Луме                                           | Остров Сал                           | С XVIII века   | 2016                  | 6106 | v, vii      |
| 6 |             | Исторический центр города Нова-Синтра                                        | Муниципалитет Брава                  | С XVII века    | 2016                  | 6099 | ii, iii, vi |
| 7 |             | Комплекс охраняемых природных территорий островов Санта-Лузия, Бранку и Расо | Муниципалитет Сан-Висенти            | —              | 2016                  | 6101 | ix, x       |
| 8 |             | Природный парк Ша-даш-Калдейраш на острове Фогу                              | Муниципалитет Санта-Катарина-ду-Фогу | —              | 2016                  | 6100 | viii, x     |